# Paul Verdun
 (avril 2015).
Si vous disposez d'ouvrages ou d'articles de référence ou si vous connaissez des sites web de qualité traitant du thème abordé ici, merci de compléter l'article en donnant les références utiles à sa vérifiabilité et en les liant à la section « Notes et références ».
Pour les articles homonymes, voir Verdun (homonymie).
Cet article possède un paronyme, voir Paul de Verdun.
Paul Verdun est le nom de plume sous lequel se fit connaître Gustave Marchand, un dramaturge et essayiste français, né Joseph Alexandre Warin à Paris 6e le 2 novembre 1861 et mort dans le même arrondissement le 22 février 1936,.

## Biographie
Il a collaboré au canular de Taxil.

## Publications

### Sous le nom de plume de Paul Verdun
- Paul Verdun, Léo Taxil et Albert Savine, Les Assassinats maçonniques, 1887 (réimpr. 1890).
- Paul Verdun, le Diable dans la vie des Saints, 2010 (ISBN 2845199716).
- Paul Verdun, La Conquête des airs.
- Paul Verdun, Les Ennemis de Wagner, A. Dupret, 1887A propos des représentations de Lohengrin à l'Eden-Théâtre. Le public des trois concerts du dimanche - La ligue des patriotes - Révélations sur Mozart - Un paletot wagnérien - Les vocalises des chanteuses de l'Opéra-Comique - Ce qu'un ancien directeur de théâtre pense du public français.
- Paul Verdun, Les Soirées en famille.
- Paul Verdun, Les Costumes originaux des provinces de France, Bibliothèque des Soirées en Famille, 1920.
- Paul Verdun, Une gibelotte à Montretout, monologue comique, Bibliothèque des Soirées en Famille, 1905.
- Paul Verdun (ill. Zier), Pour la Patrie !, A. Mame et fils, 1900.
- Paul Verdun, La Plaisante aventure d'Arlequin, ombres en 1 acte à six personnages hommes, Bibliothèque des Soirées en Famille, 1905.
- Paul Verdun, Jean Gozal, C. Marpon et E. Flammarion, Les Luttes intimes. Mariée !, 1884.
- Paul Verdun, Rêve d'or, H. Gautier, 1891.
- Paul Verdun et Jean Gozal, Pour vivre.
- Paul Verdun, Les Luttes intimes : Le Renégat.
- Paul Verdun, Les Luttes intimes : Un lycée sous la Troisième République.
- Paul Verdun, La Comédie en poche.
- Paul Verdun, Aboul-Si-Sou.
- Paul Verdun, L’Or Tyran.

### Sous le nom de Gustave Marchand
- Gustave Marchand, Histoire d'une montre.
- Gustave Marchand, Marius - Alexandre et son perroquet Jupiter, Bibliothèque des Soirées en famille, 1925.
- Gustave Marchand, Le Secret de la maison verte.